# 禁忌症
醫療上的禁忌（Contraindication）也稱為禁忌症，是指不對病患進行特定治療方式的原因，其原因多半是因為病患的症狀或因素，若進行治療方式會對病患造成損傷，因此不進行此治療方式，禁忌症和適應症恰好相反，後者是使用某一治療方式的原因。
有些是絕對禁忌症，表示在此情形下不論如何都不允許使用此處置。例如：青少年及兒童的病毒感染不能使用阿斯匹靈，因為會有雷氏症候群的風險；若病患對某一食物有全身型過敏性反應，則須嚴禁食用；若病患有血色沉著病，則嚴禁補充鐵劑。
有些是相對禁忌症，表示使用此處置雖然提高病患某些風險，但該風險可能有其他因素或方式抵消或緩和。例如孕婦一般應避免X光檢查，但用之診斷（並治療）一些比如結核之類的嚴重疾病時，其益處可能會大於風險。相對禁忌症一般會用「用藥須知」（cautions）來表示，就像英国国家处方集的作法。